# Mexiko (Forst (Lausitz))
Mexiko, niedersorbisch Mexiko, ist ein Wohnplatz der Stadt Forst (Lausitz) im Landkreis Spree-Neiße in Brandenburg.

## Lage
Mexiko liegt in der Niederlausitz, etwa zwei Kilometer südlich der Altstadt von Forst. Umliegende Ortschaften sind die zur Kernstadt von Forst gehörenden Wohnplätze Eigene Scholle im Westen, Domsdorf im Süden, Keune im Südosten sowie die Kernstadt im Norden. Mexiko wird begrenzt von der Skurumer Straße im Norden, der Triebeler Straße im Osten, Am Wasserwerk und Forstweg im Süden und der Domsdorfer Straße im Westen.

## Geschichte
In der Zeit der Inflation nach dem Ersten Weltkrieg kam es zum verstärkten Auswanderungswillen in der Bevölkerung. In Forst warb ein Scheinunternehmen um 1924/25 für eine Auswanderung nach Mexiko. Viele Auswanderungswillige fielen auf die Verlockungen herein und zahlten hohe Beträge an das Unternehmen. Der Leiter der Scheinfirma verschwand später mit dem angezahlten Geld. Die Stadt Forst fand daraufhin eine Lösung und bot den Geschädigten für 25 Pfennig pro Quadratmeter günstiges Siedlungsland am südlichen Stadtrand an. 70 Forster nahmen das Angebot der Stadt an und kauften sich diese Parzellen. Da das neue bisher unbebaute Siedlungsgebiet mit leicht sandigen Hügeln zudem an eine mexikanische Wüstenlandschaft erinnerte, erhielt die neue Siedlung ebenfalls den Namen Mexiko. Geprägt ist die Siedlung von Einfamilienhäusern unterschiedlichster Bauzeit.
1950 wurde in Mexiko die als Ersatz für im Zweiten Weltkrieg zerstörte Stadtkirchen errichtete Johann-Sebastian-Bach-Kirche eingeweiht.